# Новоосиново (Харьковская область)
Новоосиново (укр. Новоосинове) — село,
Куриловский сельский совет,
Купянский район,
Харьковская область, Украина.
Код КОАТУУ — 6323783502. Население по переписи 2001 года составляет 1957 (906/1051 м/ж) человек.

## Географическое положение
Село Новоосиново находится на расстоянии в 3 км от реки Оскол.
От реки село отделено лесным массивом.
К селу примыкает посёлок Ковшаровка.
Выше по течению на расстоянии в 2 км расположены сёла Заборовка, Куриловка и посёлок Купянск-Узловой.
Ниже по течению на расстоянии в 1 км расположено село Глушковка.
На противоположном берегу — село Пристен.
Рядом проходит железная дорога, станция Платформа 8 км.

## История
- 1806 — дата первого упоминания[1].
- 19 мая 2024 года россияне, в ходе попытки оккупации Украины, нанесли удары по селам Новоосиново и с. Ковшаровка Купянском района Харьковщины — погибли мужчины 64, 65 и 58 лет, а также две женщины 56 и 72 лет, ранены пять мужчин и четыре женщины[2].

## Экономика
- Молочно-товарная ферма, машинно-тракторные мастерские.
- Купянская районная станция защиты растений.
- Купянский райагрохим.
- Питомник, САО «Юлдуз Мухбад».

## Объекты социальной сферы
- Школа.
- Дом культуры.

## Достопримечательности
- Братская могила советских воинов. Похоронено 11 воинов.

## Религия
- Свято-Духовский храм[3].